# Emmepus sensillifer
Emmepus sensillifer là một loài bọ cánh cứng trong họ Cleridae. Loài này được Winkler miêu tả khoa học năm 1974.